# Advanced Audio Coding
Advanced Audio Coding (AAC) – algorytm stratnej kompresji danych dźwiękowych, którego specyfikacja została opublikowana w roku 1997. Format AAC zaprojektowany został jako następca MP3, oferujący lepszą jakość dźwięku przy podobnym rozmiarze danych.

## Profile
Kompresja AAC jest modularna i oferuje standardowo cztery profile:
- Low Complexity (LC) – najprostszy, najszerzej stosowany i odtwarzany przez wszystkie odtwarzacze obsługujące format AAC,
- Main Profile (MAIN) – rozszerzenie LC,
- Sample-Rate Scalable (SRS) lub Scalable Sample Rate (AAC-SSR) – zakres częstotliwości dzielony jest na cztery, kompresowane niezależnie pasma (podobnie jak w formacie ATRAC), jakość jest przez to nieco niższa niż pozostałych profili,
- Long Term Prediction (LTP) – rozszerzenie MAIN wymagające mniejszej ilości obliczeń.

## Usprawnienia względem MP3
- próbkowanie 8-96 kHz (MP3 16-48 kHz)
- do 48 kanałów (MP3 2 kanały w standardzie MPEG-1 i 5.1 w standardzie MPEG-2)
- lepsze przenoszenie częstotliwości ponad 15 kHz
- lepszy tryb kompresji sygnału stereofonicznego joint-stereo